# Georg Wilhelm von Raumer
Georg Wilhelm von Raumer (* 19. November 1800 in Berlin; † 11. März 1856 ebenda) war ein preußischer Verwaltungsbeamter und Direktor des Geheimen Staatsarchivs.

## Leben und Wirken
Der Sohn des Legationsrats und Direktors des Geheimen Staatsarchivs Karl Georg von Raumer (1753–1833), und der Luise Lecke, Tochter des Iserlohner Bürgermeisters Johann Caspar Lecke, besuchte das Friedrichwerdersche Gymnasium in Berlin und studierte danach Rechtswissenschaften an den Universitäten in Göttingen, Berlin und Heidelberg. Nach seinem juristischen Examen wurde Raumer im Jahr 1823 zunächst als Auskultator und 1825 als Referendar in das Berliner Kammergericht übernommen. Hier sammelte er auch erste Erfahrungen im kurmärkischen Lehnsarchiv und entschloss sich deshalb, noch ein Studium der Geschichte zu absolvieren.
Nach einer Verwendung als Assistent im Finanzministerium ab 1829 wurde Raumer am 6. Juli 1833 in das Königliche Hausministerium versetzt, wo er unter Wilhelm zu Sayn-Wittgenstein-Hohenstein zunächst zum Regierungsrat und vier Jahre später zum Geheimen Regierungsrat befördert und in der Archivverwaltung eingesetzt wurde. Am 1. November 1839 erhielt er die juristische Ehrendoktorwürde der Berliner Universität. 1842 wurde er Mitglied der General-Ordens-Kommission.
Ein Jahr später, am 17. März 1843, übernahm Raumer nach seiner Beförderung zum Geheimen Oberregierungsrat im Hausministerium noch zusätzlich das Direktorat des Geheimen Staatsarchivs, welches bereits sein Vater in den Jahren 1822 bis 1833 geleitet hatte. Diese Stelle hielt Georg von Raumer bis 1852 inne und legte diesen Posten mit der dann erfolgten Trennung des Königlichen Hausarchivs vom Geheimen Staatsarchiv nieder. Darüber hinaus war er 1844 noch in den Preußischen Staatsrat berufen worden. Am 11. März 1856 verstarb Raumer durch Selbstmord mit erst 56 Jahren. Seine letzte Ruhestätte, als Ehrengrab der Stadt Berlin, fand er auf dem Dreifaltigkeitskirchhof II, im Feld G3 in Berlin.
Georg Wilhelm von Raumer machte vor allem mit seinen Hauptwerken: Codex diplomaticus Brandenburgensis continuatus und Regesta Historiae Brandenburgensis auf sich aufmerksam, zu denen ihn vor allem der Historikers Johann Friedrich Böhmer ermutigt hatte. Seine später erstellten ausführlichen Biographien und die gesammelten Briefe von und  über Friedrich Wilhelm I. sowie die Geschichte des Geheimen Staatsarchivs gehören zu seinen weiteren bedeutendsten Werken.

## Werke (Auswahl)
- Codex diplomaticus Brandenburgensis continuatus, 2 Bände 1831–1833 (Neudruck Olms, Hildesheim)
- Regesta Historiae Brandenburgensis, Nicolaische Buchhandlung, Berlin, 1836.1837
  - Historische Charten und Stammtafeln zu den Regesta Historiae Brandenburgensis, Nicolai Berlin 1837 Text
- Die Neumark Brandenburg im Jahre 1337 oder Markgraf Ludwig's des Aelteren Neumärkisches Landbuch aus dieser Zeit. Nicolaische Buchhandlung, Berlin 1837 (Volltext).
- Die Steuerverfassung der Mark Brandenburg zur Zeit Kurfürst Joachim II, Märkische Forschungen. - Berlin : Ernst & Korn, ISSN 0934-120X, ZDB-ID 212971-1, 1850
- Friedrich Wilhelm des Großen, Kurfürsten von Brandenburg Kinderjahre : aus archivalischen Quellen, Decker, Berlin, 1850
- Die Insel Wollin und das Seebad Misdroy, Decker, Berlin, 1851
- Friedrich Wilhelm des Grossen, Kurfürsten von Brandenburg Jugendjahre : Mit dessen Originalbriefen aus dem Kgl. Hausarchiv, Decker, Berlin, 1853
- Geschichte des Geheimen Staats- und Cabinetts-Archivs zu Berlin bis zum Jahre 1820 (hrsg. von Eckart Henning). In: Archivalische Zeitschrift, hrsg. von der Generaldirektion der Staatlichen Archive Bayerns. Köln ; Weimar ; Wien : Böhlau, Band 72, 1976, S. 30–75.